# Michael Maier

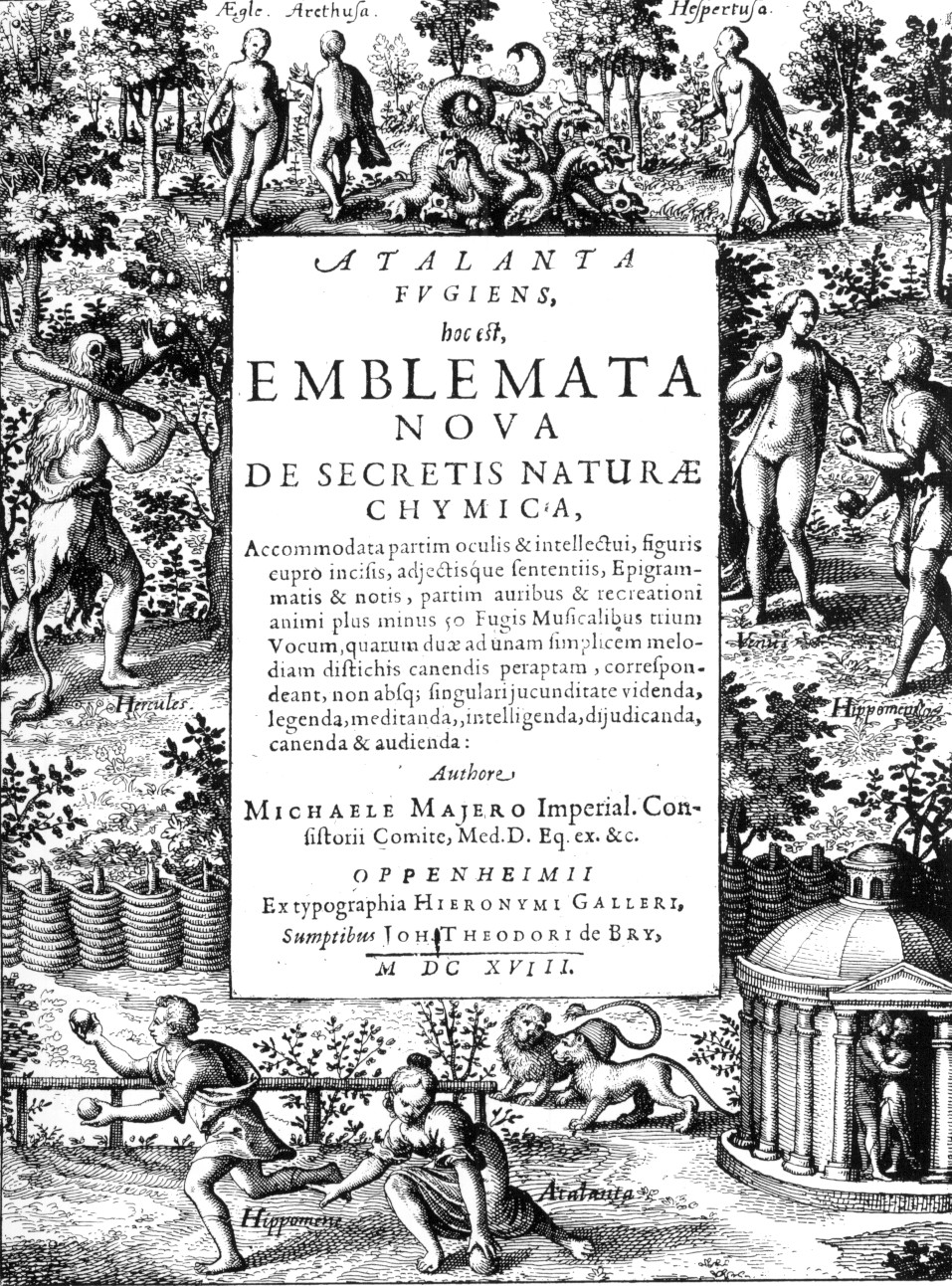
Atalanta Fugiens (1617).

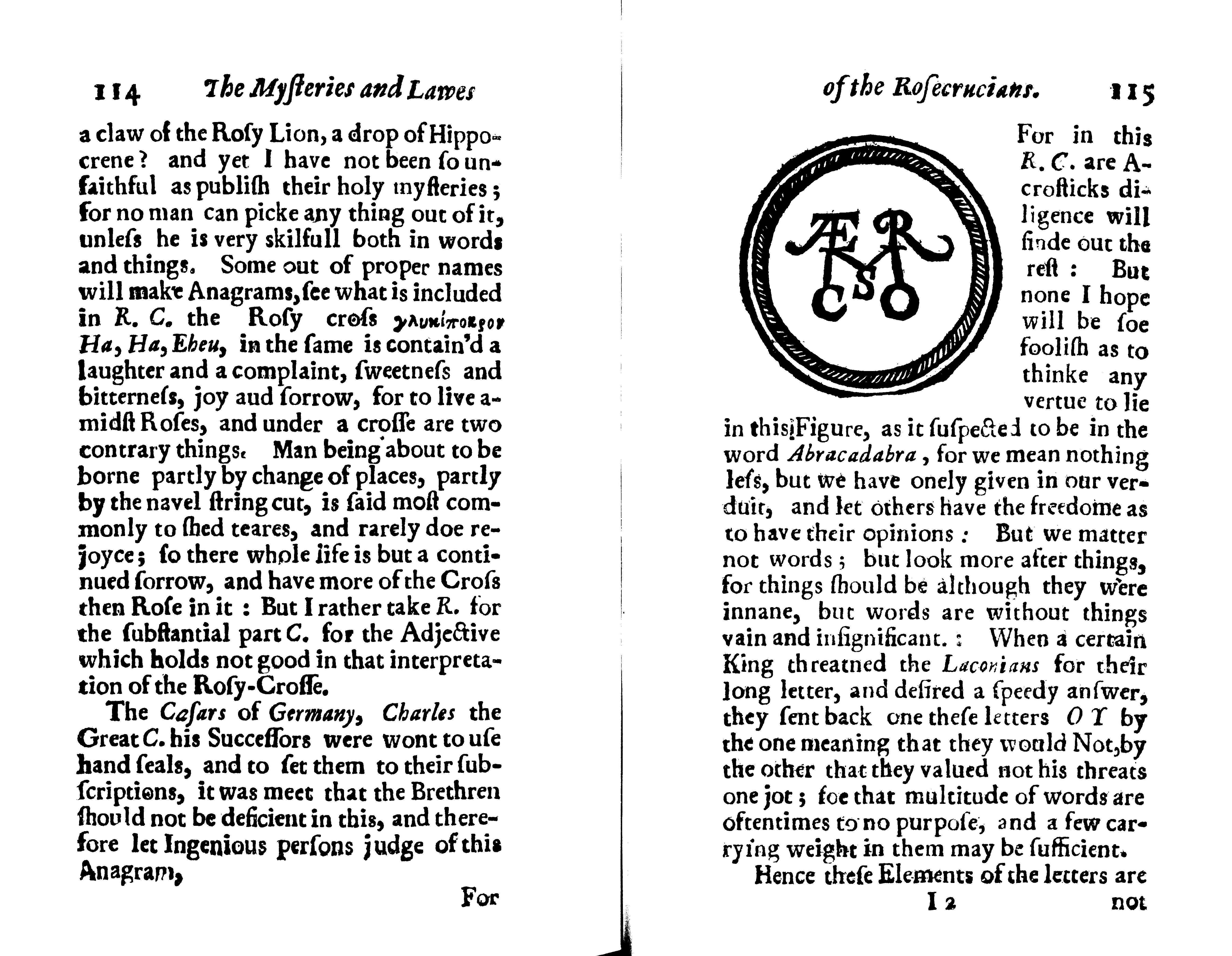
Två sidor av den engelska upplagan Themis Aurea. The Laws of the Fraternity of the Rosie Crosse (London, 1656).

Michael Maier, född 1568 eller 1569, död 1622, var en tysk läkare och alkemist, som var rådgivare åt den tysk-romerske kejsaren Rudolph II av Habsburg.
Fram till nyligen fanns mycket lite information om Michael Maiers liv, i synnerhet om åren innan han trädde fram i offentlighetens ljus som läkare för kejsar Rudolph II 1609. En uppdatering av hans curriculum vitæ gjordes 1989 med ny information från en självbiografisk text, tagen ur boken, De Medicina Regia et vere heroica, Coelidonia som publicerades i ett fåtal exemplar i Prag 1609.
Han föddes troligen sommaren 1569 (snarare än 1568 som ofta anges), i en familj som härstammade från Kiel, då en del av hertigdömet Holstein. Hans far, Peter Maier (dog 1582), var konsthantverkare som specialiserat sig på påkostade pärlbroderier. Han var i tjänst hos Heinrich Rantzau (1526-1598), ståthållare i hertigdömena Holstein och Schleswig under kung Fredrik II av Danmark. Michael Maier gavs en humanistisk utbildning som barn och utvecklade då särskilt sin fallenhet för poesi på latin. Från 1587 till 1591 studerade han fysik, matematik, logik och astronomi samt medicin vid Rostocks universitet. Han återvände hem 1591 utan att ha tagit examen, möjligen på grund av pengabrist. Han skrev under denna tid två långa dikter på latin, i vilka han hyllade Rantzau som hade varit beskyddare för hans far.
År 1592 fortsatte han sina medicinska studier vid Viadrina universitet i Frankfurt an der Oder och tog examen samma år, medan han fortsatte att skriva dikter under pseudonymen Hermes Malavici (ett av ett dussintal anagram på hans namn Michael Maierus, där även mottot res mea luce mihi som utgör sista delen av en elegisk distikon "Fulgeat Aetheriâ res mea luce mihi" (Himlen lyser, då min materia beviljar mig ett eteriskt ljus) är ett sådant anagram. Han började praktisera medicin som assistent åt Matthias Carnarius (född före 1562-1620), läkare åt hertig Johan Adolf av Holstein-Gottorp.
Han studerade filosofi och medicin i Rostock (1587), Frankfurt an der Oder (1592) och Padua. Han tog sin doktorsexamen 1596 i Basel och återvände sedan till Rostock för att praktisera. Han praktiserar också ett kort tag 1601 i Königsberg och Danzig. Omkring denna tid började han intressera sig för alkemi. 1608 reste han till Prag och 1609 blev han läkare och kejserlig rådgivare åt Rudolf II en tysk-romersk kejsare med passion för alkemi och ockultism.
År 1611 gjorde han en resa till Amsterdam, om vilken lite är känt. Samma år abdikerade Rudolf II på grund av sjukdom och han avled året därpå.
Mellan 1612 och 1616, befinner sig Maier i England och når stor framgång hos Jakob I. Där möter han även Robert Fludd. Runt 1614 publicerar han Arcana arcanissima i England. Han tjänar även hos tyska prinsar, däribland prinsen av Nassau, välvillig beskyddare av alkemin. År 1617 publicerade Maier Atalanta Fugiens i Oppenheim hos Jean-Théodore de Bry, en bok med alkemiska emblem som förutom dessa gravyrer även innehöll dikter och femtio musikstycken.
Som hängiven lutheran, skrev Michael Maier många kommentarer på de Rosenkors- manifest, som publicerades i Tyskland från 1614 till 1616. I Silentium post clamores (1617) försvarar han det mystiska brödraskapet mot förtal och tillskriver dem ett egyptiskt ursprung. År 1618 publicerade han Themis aurea i Frankfurt.
År 1619 blev han läkare hos lantgreven Maurice de Hesse-Cassel. År 1620 for han vidare för att praktisera medicin i Magdeburg där han sedermera dog 1622 efterlämnande många opublicerade verk.

### Verk
- Hymnosofia (cirka 1610)
- Arcana arcanissima, hoc est hieroglyphica aegyptio-graeca vulgo necdum cognita (slnd, [1614]). Det enda självbiografiska manuskriptet av Maier, förvaras vid universitetet i Leipzig. 
  - Les Arcanes très Secrets, Inledning, översättning och kommentarer av Stéphane Feye - Förord av Robert Vanloo. Grez Doiceau (Belgien), Éditions BEYA, 2005. (recension i Ambix, 54 (2017), nr 2, sid. 207-208)
- Symbola aureae Mensae duodecim nationum (1617) 
  - La Table d'Or de Michaël Maïer, Inledning, översättning och kommentarer av Hans van Kasteel, Grez-Doiceau (Belgien): Éditions BEYA, 2015, 653 s.
- Silentium post clamores (1617) 
  - Silentium post clamores (1617). Apologie et Réponse de la fraternité de la Rose Croix. Översättning av Léon Paul Duparvie, publicerad av Clara Fama, 2010.
- Atalanta fugiens, hoc är Emblemata nova från Secretis Naturae Chymica (1617). Gravyrer av Jean Théodore de Bry och Matthäus Merian. 
  - Atalante fugitive ou Noveaux emblèmes chymiques des secrets de la Nature. Översättning Étienne Perrot, Médici-biblioteket, 1969. Övers. på franska. Del 1 , del 2 .
- Themis aurea (1618). 
  - Thémis dorée ou les règles d'or de l'Ordre de la Rose Croix. Översättning av Leon Paul Duparvie, publicerad av Clara Fama, 2011.
- Viatorium, hoc est De montibus planetarum septem seu metallorum (1618)
- Une allégorie subtile concernant les secrets d'alchemie très utile à posséder et plaisante à lire (1618). Övers. pdf på franska  *Cantilenae intellectuales de phoenice redivivo, hoc est medicinarum omnium pretiosissima) (1622): övers. Mascrier, 1758, återutgavs 1984 Chansons intellectuelles sur la résurrection du phénix, ou la plus précieuse des médecines (pdf på franska)
- Septimana philosophica (1620) (pdf på franska) 
  - Michaël Maïer, La Semaine Philosophique, Inledning, översättning och kommentarer av Hans van Kasteel. Éditions BEYA, Grez-Doiceau (Belgien) 2018, 329 s. ISBN 978-2-930729-09-1 (ISBN 978-2-930729-09-1).

### Läslista
(i alfabetisk ordning)
- Paul Arnold, Histoire des Rose-Croix, Mercure de France, Paris, 1955.
- Florin-George, Calian, "Spiritual alchemy and the function of image: coincidentia oppositorum in Michael Maier's Atalanta Fugiens", Budapest: CEU, Budapest College, 2009 (läs online)
- James B. Craven, Count Michael Maier, doctor of philosophy and of medicine, alchemist, Rosicrucian, mystic 1568-1622: life and writings (1968), Berwick: Ibis Press, 2003. ISBN 0892540834
- Karin Figala & Ulrich Neumann, "Michael Maier (1569-1622) New bio-bibligraphical Material", Alchemy Revisited: Proceedings of the International Conference on the History of Alchemy at the University of Groningen, 17-19 April 1989, Z. R. W. M. von Martels - Brill Archive, 1990 (läs på googlebooks)
- Peter Forshaw, "Oratorium-Auditorium-Laboratorium: Early Modern Improvisations on Cabala, Music and Alchemy", Aries, vol. 10, nr 2, 2010, s. 169-195 (läs online)
- H.M.E. de Jong, Michael Maier's Atalanta Fugiens: Sources of an Alchemical Book of Emblems, York Beach: Nicolas-Hays, 2002. ISBN 0877289484
- Nils Lenke, Nicolas Roudet, Hereward Tilton, "Michael Maier: Nine Newly Discovered Letters", Ambix: The Journal of the Society for the Study of Alchemy and Early Chemistry, vol. 61, nr 1 (februari 2014), s. 1-47.
- John Warwick Montgomery, "Lutheran Astrology and Alchemy in the Age of the Reformation", Ambix: The Journal of the Society for the Study of Alchemy and Early Chemistry, vol. 11 (juni 1963), s. 65-86.
- Ulrich Neumann, Michael Maier (1569-1622) "Philosophe et Médecin", i Alchimie et philosophie à la Renaissance: actes du colloque international de Tours, 4-7 décembre 1991, utgiven av Sylvain Matton, Vrin, 1993 (läs på googlebooks)
- Mohammed Taleb, "Michael Maïer et l'Alchimie mythologique" (s. 98-101), Nature vivante et Âme pacifiée, La Bégude de Mazence, Arma Artis, 2014, ISBN 978-2-87913-166-5
- Hereward Tilton, "The Life and Work of Count Michael Maier (1569-1622): Understanding Christian Alchemy in the German Calvinist States", Theology and Religion, vol. 1 (1999), s. 23-42.
- Hereward Tilton, The Quest for the Phoenix: Spiritual Alchemy and Rosicrucianism in the Work of Count Michael Maier (1569-1622), de Gruyter, 2003
- Frances Yates, La Lumière des Rose-Croix (1972), Retz, 1978, s. 106-119.